# Heterolocha obliquaria
Heterolocha obliquaria là một loài bướm đêm trong họ Geometridae.